# ميروزغ (كاهشنغ)
ميروزغ (بالفارسية: میرزگ) هي مستوطنة تقع في إيران في قسم كاهشنغ الريفي. يقدر عدد سكانها بـ 112 نسمة .